# Goethův vrch
Der Goethefelsen (tschechisch Goethova skalka oder Goetheho skála), benannt nach Johann Wolfgang von Goethe, ist eine bizarre Felsformation, die sich über eine Fläche von 400 m Länge und 10 m Breite erstreckt. Er besteht aus Quarzgestein und erreicht eine relative Höhe von 15 m. Der höchsten Punkt liegt bei 670 m ü. NHN. Seit 1972 ist er ein geschütztes Naturdenkmal der Tschechischen Republik. Die nächstgelegenen Ortschaften sind Skalka (Rommersreuth) und Hazlov (Haslau) im Okres Cheb (Bezirk Eger) in Tschechien. Der Goethefelsen ist Teil des Naturparks (Přírodní park) Halštrov, benannt nach dem Fluss Bílý Halštrov (Weiße Elster).

## Geologie
Der Goethefelsen ist eines von mehreren Relikten einer etwa 300 bis 320 Millionen Jahre alten Quarzader ("Tschechische Quarzwand"), die sich vom bayerischen Furth im Wald über etwa 100 Kilometer bis in die Gegend von Aš (Asch) zieht. An dieser Stelle überlagert der Quarz einen asymmetrischen Felskamm aus Fichtelgebirgs-Granit und tritt aus der umgebenden Oberfläche hervor. Die Quarzader kollabierte während der letzten Eiszeit und in Folge von Erosion bildeten sich die heute sichtbaren Felsblöcke, Felstürme und Felskissen.

## Vegetation
Die Vegetation im Bereich des Felsens zeigt im Wesentlichen einen lichten Kiefernbestand, im Unterholz gedeihen überwiegend säureliebende Pflanzen, Flechten und Moose, insbesondere Sparrige Rentierflechte (Cladonia arbuscula), Islandmoos (Cetraria islandica) und Gewöhnliches Gabelzahnmoos (Dicranum scaparium).

## Bedeutung
Seit den 1830er Jahren ist die Felsformation Anziehungspunkt für Besucher, insbesondere aus dem nahen Franzensbad (Františkovy Lázně). Nahe dem Dorf Skalka (Rommersreuth) gelegen, trug sie lange den romantisierenden Beinamen Rommersreuther Schweiz. Noch bis in das Jahr 1946 wurde hier in bescheidenem Maß Kies abgebaut (im weiteren Umkreis wurde der Kiesabbau etwa 1960 aufgegeben). Führten die Goethefelsen in den Jahrzehnten nach dem Zweiten Weltkrieg eher ein Schattendasein, sind sie, insbesondere seit der Öffnung des Eisernen Vorhangs, mittlerweile wieder zu einem beliebten Ausflugsziel von Wander- und Fahrradtouristen geworden (Stand 2025).

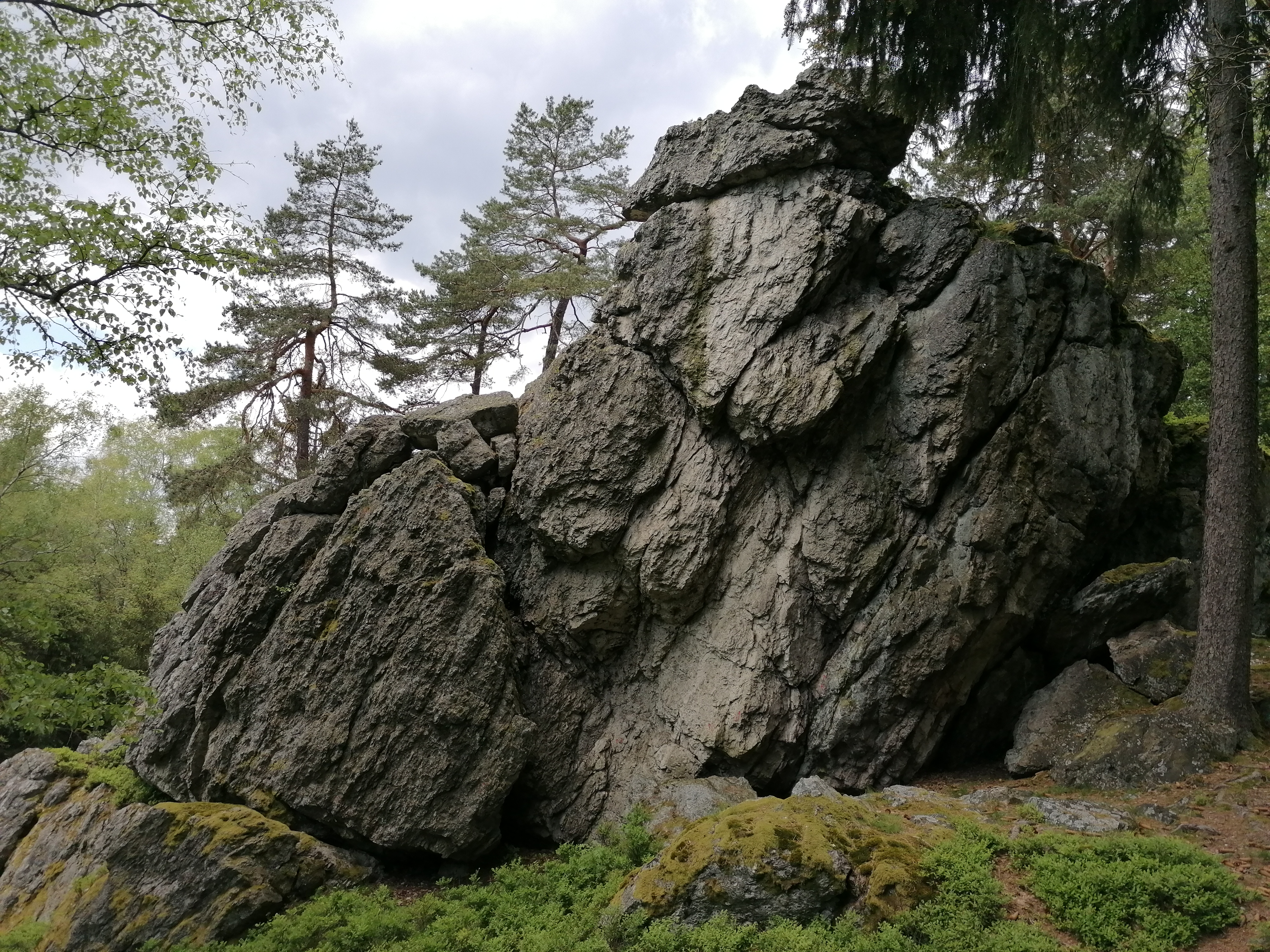
Goethefelsen, Detail, Mai 2024

## Namensgebung
Wer die Bezeichnung Goethefelsen eingeführt hat, ist nicht eindeutig zu bestimmen. Gesichert ist, dass Goethe die Felsformation mehrfach besuchte und sich für deren Entstehung sowie die dort gefundenen Mineralien interessierte. Als wahrscheinlich gilt, dass die Namensgebung auf Anregung des mit Goethe befreundeten Egerer Magistrats- und Kriminalrats Joseph Sebastian Grüner zurückgeht. Goethe und Grüner haben gemeinsam zahlreiche Gesteinsproben gesichert, beschrieben und analysieren lassen. Eine gewisse Bekanntheit erhielten die Funde des seltenen Minerals Egeran in der näheren Umgebung. Seine Verbundenheit mit dem Ort bewies Goethe noch im hohen Alter. In einer privaten Korrespondenz vom August 1831 findet sich ein Gedicht mit dem Titel "Geognostischer Dank". Es beginnt mit "Haslaus Gründe, Felsenteile,/ viel besucht und viel gekannt/ Seit der Forscher tätige Weile/ Uns den Egeran genannt."

## Der Goethestein

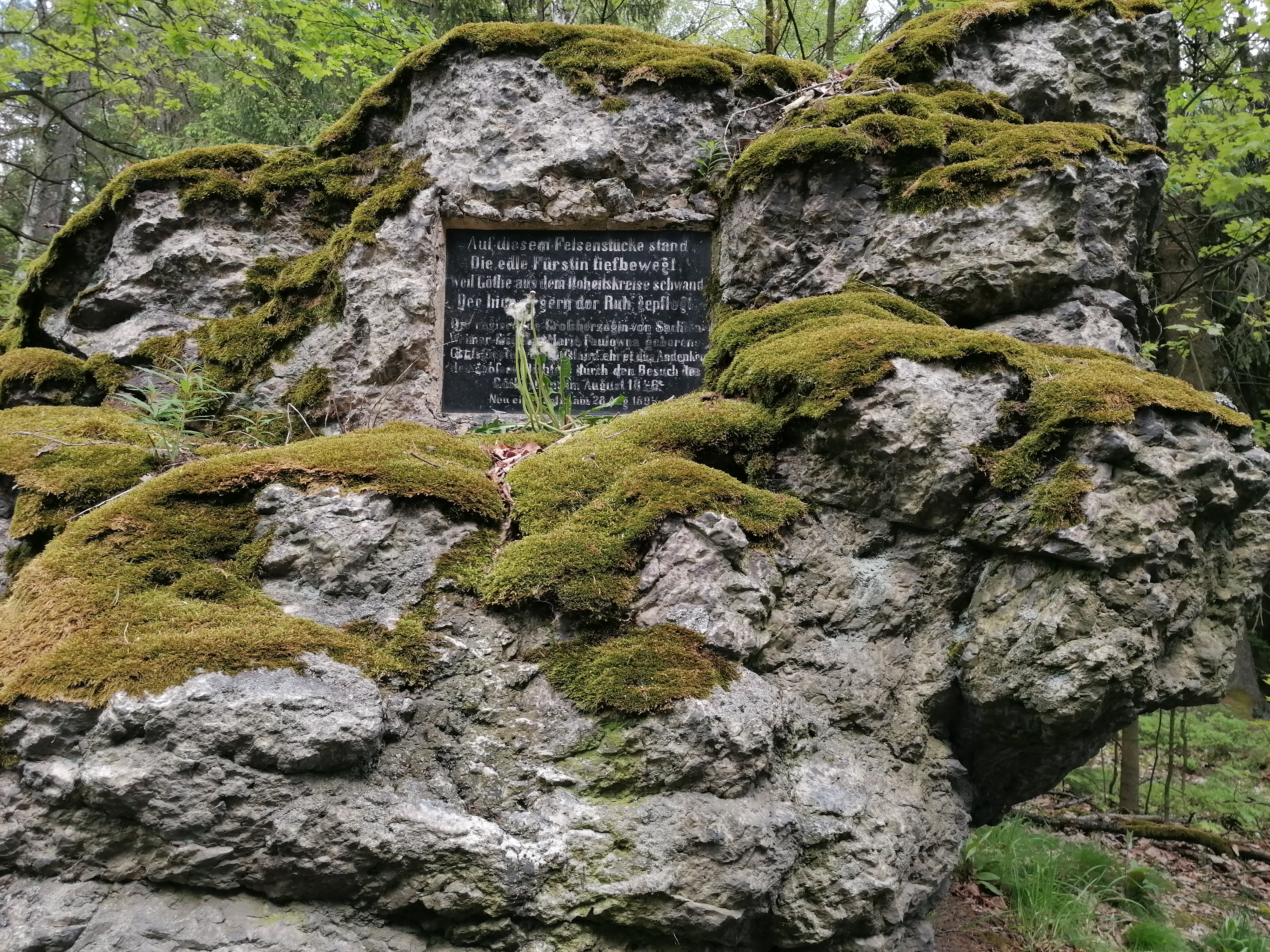
Gedenktafel am Goethestein, Mai 2024

Unweit unterhalb des Goethefelsens befindet sich direkt neben der Landstraße von Hazlov nach Aš ein weiterer einzelner Quarzfelsen, der bis heute gemeinhin Goethestein (Goethův kámen) genannt wird. Auf diesen Felsen bezog sich Goethe in zwei Tagebucheinträgen vom 10. Mai 1810 „Am Quarzfelsen etwas gespeißt. Hinter demselben die Gegend im klaren, schönen Sonnenschein“ sowie vom 2. Mai 1812 „Der Ausblick ins Egertal war herrlich, die ganze Gegend, bis auf die entferntesten Gebirge nach Karlsbad zu, konnte man ganz deutlich sehen.“ Goethes Wertschätzung für diesen Ort wird auch von Grüner bestätigt: „Vor der Waldung, welche Himmelreich heißt, liegt an der Chaussee ein großes Stück Quarzfels, auf welchem Goethe, von Weimar zur Kursaison kommend, stets sich niederließ und sich an der schönen Aussicht labte.“ Da sich der Wald seit Goethes Zeit weiter in Richtung Hazlov ausgebreitet hat, kann die von ihm beschriebene Aussicht allerdings nicht mehr nachvollzogen werden.
Unter Führung von Grüner besuchte die Großherzogin von Sachsen-Weimar-Eisenach, Maria Pawlowna, während ihres Kuraufenthaltes in Franzensbad im Jahr 1846 mehrere an Goethe erinnernde Orte der Umgebung, darunter auch den Goethestein. Zum Andenken an diesen Besuch ließ Grüner eine Marmortafel mit folgender Inschrift anbringen. „Auf diesem Felsenstücke stand/ Die edle Fürstin tief bewegt,/ Weil Goethe aus dem Hoheitskreise schwand,/ Der hier so gern die Ruh‘ gepflegt./ Die regierende Großherzogin von Sachsen=/ Weimar=Eisenach Maria Paulowna,/ geborene Großfürstin von Rußland,/ ehrt das Andenken des großen Dichters/ durch den Besuch des Goethesteines/ im August 1846.“ Die Ende des neunzehnten Jahrhunderts erneuerte Tafel befindet sich nach wie vor an dem Felsen (Mai 2025).